# Kinder-Akademie Fulda

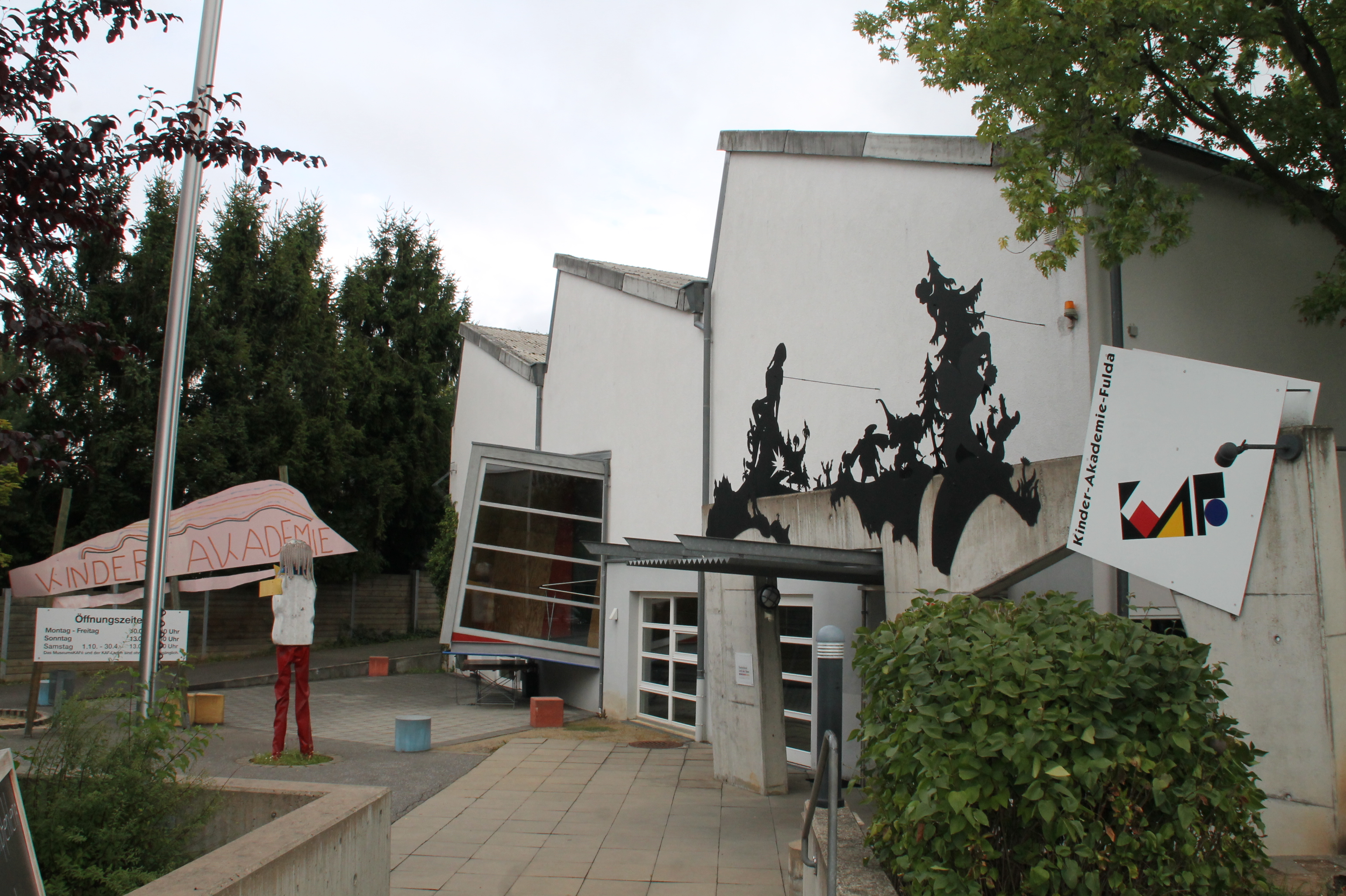
Außenansicht der Kinder-Akademie Fulda

Die Kinder-Akademie Fulda ist das erste eigenständige Kindermuseum Deutschlands. Sie hat das Ziel, Menschen in jungen Jahren mit Kunst und Kultur, Naturwissenschaften und Technik in Berührung zu bringen.

## Museum und Akademie
Organisatorisch gliedert sich die Kinder-Akademie Fulda in die Bereiche Museum und Akademie. Das Museum zeigt in der Dauerausstellung u. a. ein Begehbares Herz und Kugelbahnen von Pierre Andrès. Jährlich finden in der Regel mindestens drei Sonderausstellungen statt: eine Frühjahrsausstellung (Hasenspuren – von Hasen und Osterhasen; Vom Ei zum Küken) und zwei Kunstausstellungen. Weitere Veranstaltungen ergänzen das Programm. Die Objekte, Ausstellungen und Veranstaltungen sollen zum Experimentieren und Ausprobieren, Staunen und Betrachten einladen.
Im Akademiebereich finden Workshops als fortlaufende Kurse während der Schulzeit und als Ferienprogramme unter fachlicher Anleitung statt. Als zusätzliches Angebot kommen im Frühjahr Veranstaltungen im Rahmen der „Kinder-Universität“ hinzu. Kinder, Jugendliche und auch Erwachsene sollen Impulse zum Konzept des lebenslangen Lernens erhalten. Die Kinder-Akademie hat jährlich etwa 50.000 Besucher. Als gemeinnützige Einrichtung ist sie auf Spenden angewiesen.

## Geschichte, Organisation
Die Kinder-Akademie Fulda wurde 1991 von Helen Bonzel nach der Idee des  Boston Children’s Museum gegründet. Sie befindet sich in einem ehemaligen und umgebauten Industriegebäude, das heute rund 2000 Quadratmeter umfasst. Seit dem Gründungsjahr gibt es den „Verein zur Förderung der Kinder-Akademie Fulda e.V.“, der u. a. Erfinderclub- und Kunstschul-Stipendien nach sozialen Kriterien vergibt.

## Auszeichnungen
- Zukunftspreis Jugendkultur der PwC-Stiftung
- Auswahl als Einer der 365 Orte im Land der Ideen des bundesweiten Wettbewerbs Deutschland – Land der Ideen.[2]

## Sonderausstellungen
- 2018 Ins Freie – eine Ausstellung mit Werken von Joanna Skurska[3] und Räume im Raum von Christine und Irene Hohenbüchler, in Kooperation mit dem Kunstmuseum Bonn.
- 2018 Die sprechenden Bilder – Aiga Rasch und die drei ??? – eine Ausstellung mit Werken der Kinderbuchillustratorin Aiga Rasch zum 50. Jubiläum der Serie Die drei ???
- 2021 Ameisen – Leben auf kleinem Raum – eine Mitmachausstellung in Kooperation mit dem Umweltzentrum Fulda unter Beteiligung des Künstlers Ingmar Süß.
- 2022 Die Bumbos – Ein künstlerischer und naturwissenschaftlicher Ausflug in die Welt der Fantasie. Oder doch in die Realität? Mitmachausstellung von David Weiss.